# Mas l'Alzina
El Mas l'Alzina és una obra d'Avinyó (Bages) protegida com a Bé Cultural d'Interès Local.

## Descripció
Masia formada per diferents cossos amb les cobertes a doble vessant i amb el carener perpendicular a la façana de migdia. L'Alsina és una gran masia formada per l'annexió de dos grans blocs centrals i un bloc de galeries de mig punt al sector de tramuntana sobre el qual s'alçen les restes d'una torre de planta quadrada.

## Història
La Masia de L'Alzina és una de les explotacions agropecuàries més grans del terme d'Avinyó; situada al sector d'Horta, històricament estava vinculada al castell d'Artés, domini de la Seu Episcopal de Vic, i a la parròquia de Santa Maria d'Horta.
En el Fogatge de l'any 1553 s'esmenta ja l'existència de la família Alsina; "Antich Alsina i Joan Pau Alzina".